# Helicosporium pallidum
Helicosporium pallidum är en svampart som beskrevs av Ces. Helicosporium pallidum ingår i släktet Helicosporium och familjen Tubeufiaceae.   Inga underarter finns listade i Catalogue of Life.